# Alnāvar
Alnāvar är en ort i Indien.   Den ligger i distriktet Dharwad och delstaten Karnataka, i den sydvästra delen av landet, 1 500 km söder om huvudstaden New Delhi. Alnāvar ligger 576 meter över havet och antalet invånare är 16 926.
Terrängen runt Alnāvar är platt. Runt Alnāvar är det ganska tätbefolkat, med 144 invånare per kvadratkilometer. Närmaste större samhälle är Haliyal, 11,1 km söder om Alnāvar. Omgivningarna runt Alnāvar är en mosaik av jordbruksmark och naturlig växtlighet.